# Thulstrup
Thulstrup är en svensk adlig ätt, ursprungligen stammande från Danmark. Ätten adlades 1 december 1858 och introducerades 1859 på svenska riddarhuset. Den förste kände stamfadern var borgmästaren i Köpenhamn Georg Thulstrup. Hans sonson generallöjtnant Magnus Thulstrup adlades 1858 med bibehållande av namnet.
I Danmark är den borgerliga grenen av släkten rikt förgrenad. Exempel på medlemmar är Magnus Andreas Thulstrup.
I Sverige antog Åke Thulstrup och hans syskon namnet efter sin mor utan att tillhöra den adliga ätten.